# Cerapoda (dinosauriër)

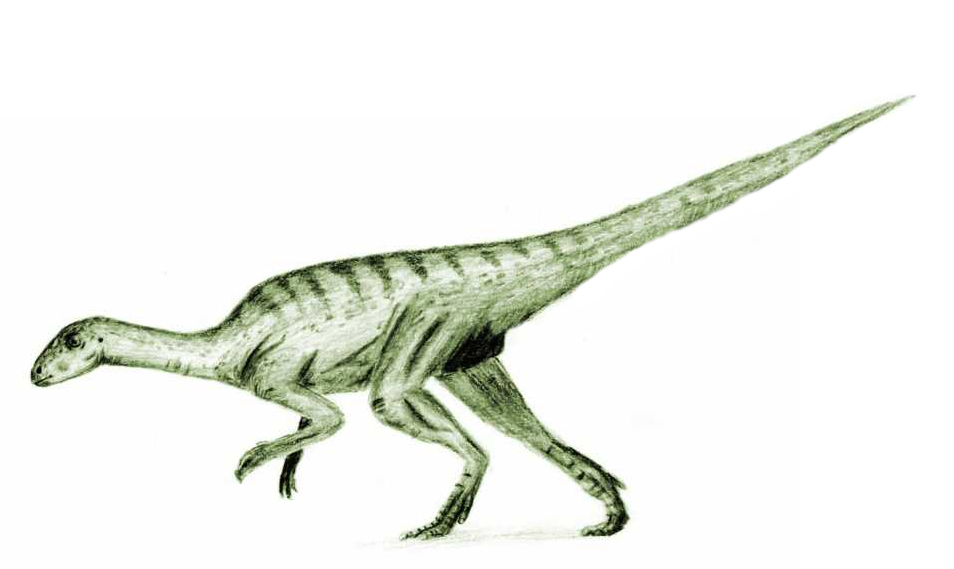
Kunstzinnige weergave van Agilisaurus

De Cerapoda vormen een groep dinosauriërs behorend tot de Genasauria.
De naam werd in 1986 door Paul Sereno gepubliceerd voor de klade die de zustergroepen van de Ornithopoda en de Marginocephalia omvatte. In 1997 ging Sereno zelf echter ertoe over in plaats van Cerapoda het verwante begrip Neornithischia te gebruiken. Cerapoda bleef desalniettemin een gebruikelijk concept en werd in 2004 door David Weishampel als eerste gedefinieerd, als de groep omvattende alle Genasauria nauwer verwant aan Triceratops dan aan Ankylosaurus. De Cerapoda vormen een zustergroep van de Thyreophora binnen de Genasauria, een onderverdeling van de Ornithischia. De Cerapoda zijn onderverdeeld in de Ornithopoda en de Marginocephalia, hetgeen de volgende fylogenie oplevert:
- Genasauria
  - Thyreophora
  - Cerapoda
    - Ornithopoda
    - Marginocephalia

De naam — "hoornvoeten" — is een in combinatie inhoudelijk betekenisloze samentrekking van Ornithopoda en Ceratopia.